# Eddie Steeples
 (juillet 2024).
Si vous disposez d'ouvrages ou d'articles de référence ou si vous connaissez des sites web de qualité traitant du thème abordé ici, merci de compléter l'article en donnant les références utiles à sa vérifiabilité et en les liant à la section « Notes et références ».
Eddie Steeples (né le 25 novembre 1973) est un acteur américain connu pour être Darnell "Crab Man" Turner dans la série télévisée Earl (My Name is Earl).

## Biographie
Eddie Steeples est né le 25 novembre 1973 dans le Texas. Il est diplômé en 1992 de la Klein Oak High School, au Texas. Depuis longtemps intéressé par une carrière d'acteur, il a étudié au St. Louis Repertory, puis il s'est installé à New York au milieu des années 1990. Là, il rejoint un groupe de cinéma expérimental, Mo-Freek, et un groupe de hip-hop, No Surrender, auquel il appartient toujours.

## Filmographie

### Publicités
- 2004: Rubberband Man, publicité pour le groupe OfficeMax.

### Films
- 2001 : Whoa
- 2004 : Torque, la route s'enflamme (Torque)
- 2006 : Akeelah and the Bee avec Laurence Fishburne et Angela Bassett
- 2007 : When Is Tomorrow
- 2011 : Zombie Apocalypse
- 2012 : Would You Rather, de David Guy Levy : Cal
- 2015 : Alvin et les Chipmunks : À fond la caisse (Alvin and the Chipmunks: The Road Chip) : Barry
- 2020 : Jiu Jitsu de Dimitri Logothetis : Tex
- 2022 : Hot Seat de James Cullen Bressack : Jackson

### Télévision
- Eddie Steeples joue le rôle de Darnell Turner (également connu sous le nom de "Crab Man") dans la série humoristique Earl (My Name is Earl).

## Divers
Il a fait partie des "Hommes les plus sexy du monde" du magazine People en 2004.
L'acteur était en Thaïlande le 26 décembre 2004 et a survécu au tsunami qui a tué environ 230 000 personnes.
Le 19 juillet 2008, Eddie Steeples a épousé Marinas Suela à Los Angeles, en Californie.